# Trigonotis caespitosa
Trigonotis caespitosa är en strävbladig växtart som beskrevs av Banerjee. Trigonotis caespitosa ingår i släktet Trigonotis och familjen strävbladiga växter. Inga underarter finns listade i Catalogue of Life.